# Saint-Narcisse-de-Beaurivage
Municipalités homonymes de Saint-Narcisse, Saint-Narcisse-de-Rimouski
Saint-Narcisse-de-Beaurivage est une municipalité de paroisse d'environ 1 207 habitants dans la municipalité régionale de comté de Lotbinière au Québec (Canada), située dans la région administrative de Chaudière-Appalaches.

## Toponymie
Elle est nommée de l'évêque Narcisse de Jérusalem et du bienfaiteur Narcisse Dionne. L'érection canonique de la paroisse de Saint-Narcisse a eu lieu le 16 mai 1872, mais des colons y habitaient depuis 1830, alors que le territoire actuel de Saint-Narcisse faisait partie des paroisses limitrophes de Saint-Gilles, Saint-Patrice, Saint-Lambert et Saint-Bernard.
Les personnes de cette municipalité sont des Narcissiens et des Narcissiennes. En 2022, la municipalité fête son 150e anniversaire.

## Histoire
En 2002, la municipalité a procédé à des travaux de modernisation de ses infrastructures municipales ayant nécessité plus de 5 millions de dollars. Le chantier a été financé par les trois paliers de gouvernement. En plus de refaire à neuf son réseau d'aqueduc, Saint-Narcisse s'est dotée d'un réseau moderne d'égout et d'une station de traitement des eaux usées. Le projet a également contribué à la création d'un nouveau quartier résidentiel ayant comme centre la rue Bélanger et un quartier industriel situé autour de la rue Moore. Le développement de ce secteur s'est poursuivi avec une seconde phase, qui a permis la construction des rues Caux et Fontaine et le prolongement de la rue Moore.
En 2022, la municipalité fête son 150e anniversaire depuis son érection canonique.

### Chronologie
- 1872 - Érection canonique de la paroisse[3]
- 1874 - Constitution de la paroisse[3]

## Géographie
Cette municipalité a une superficie d'environ 60,8 km2 et a une densité d'environ 18,95 habitants/km2.
Les rues et rangs les plus importants sont :
- Village : rue Principale, rue Saint-Louis, rue de l'École, rue Camiré, rue Larochelle, rue Lamontagne, rue Demers, rue Bélanger, rue Caux, rue Fontaine, rue Moore, rue Blais, rue Genest, rue Curé-Beaumont, rue Curé-Armand-Roy, rue Saint-Anne, rue Saint-Jaques, rue Saint-François
- Municipalité : rang Sainte-Anne, rang Saint-Thomas, rang Saint-Michel, rang Saint-Joseph, route Saint-Michel, rang Iberville, rang Sainte-Hélène, rang Saint-Aimé.

Le Bras d'Henri coule du sud-est au nord-ouest dans l'est de la municipalité.

## Démographie
Selon le ministère des Affaires municipales et de l'Occupation du territoire, la municipalité compte environ 1130 habitants repartis sur une superficie de près de 60 kilomètres carrés. Au recensement de 2011, la population se chiffrait à 1091, alors qu'elle était de 975 au recensement de 2006. L'âge médian en 2011 était de 35,7 ans en comparaison à 41,9 ans pour l'ensemble du Québec, ce qui dénote une population plus jeune que dans le reste du Québec.
| 1881 | 1891 | 1901 | 1911 | 1921 | 1931 |
| ---- | ---- | ---- | ---- | ---- | ---- |
| 639  | 782  | 778  | 875  | 883  | 823  |

| 1941 | 1951 | 1956 | 1961 | 1966 | 1971 |
| ---- | ---- | ---- | ---- | ---- | ---- |
| 886  | 931  | 948  | 951  | 977  | 920  |

| 1976 | 1981  | 1986  | 1991  | 1996  | 2001  |
| ---- | ----- | ----- | ----- | ----- | ----- |
| 926  | 1 024 | 1 048 | 1 064 | 1 080 | 1 028 |

| 2006 | 2011  | 2016  | 2021  | - | - |
| ---- | ----- | ----- | ----- | - | - |
| 975  | 1 091 | 1 106 | 1 152 | - | - |

## Administration
Le maire de Saint-Narcisse est monsieur Denis Dion.
Le conseil municipal actuel est formé du maire Denis Dion, de la conseillère Sylvie Vachon et des conseillers Mario Picard, Johnny Gagnon, Norbert Drapeau, Roger Samson et Yves Joly. Aux dernières élections municipales en 2013, tous les candidats ont été élus sans opposition, sauf Johnny Gagnon.
La municipalité a un site Internet dont l'adresse est www.saintnarcissedebeaurivage.ca.
Les élections municipales se font en bloc pour le maire et les six conseillers.
| Saint-Narcisse-de-Beaurivage Maires depuis 2002                                                                      |            |         |          |
| Élection | Maire      | Qualité | Résultat |
| 2002 | Denis Dion |         | Voir     |
| 2005 | Denis Dion | Voir    |          |
| 2009 | Denis Dion | Voir    |          |
| 2013 | Denis Dion | Voir    |          |
| 2017 | Denis Dion | Voir    |          |
| 2021 | Denis Dion | Voir    |          |
| Élection partielle en italique Depuis 2005, les élections sont simultanées dans toutes les municipalités québécoises |            |         |          |

### Circonscriptions électorales provinciales et fédérales
Saint-Narcisse-de-Beaurivage fait partie de la circonscription électorale fédérale de Lévis—Lotbinière et fait partie de la circonscription électorale provinciale de Lotbinière-Frontenac.

## Transport
Aucune route numérotée ne traverse cette municipalité.

## Éducation
Les écoles primaires et secondaires font partie du Centre de services scolaire de la Beauce-Etchemin.

### Éducation primaire
Saint-Narcisse contient une école primaire : L'École l'Arc-en-Ciel de Saint-Narcisse.

### Éducation secondaire
L'école secondaire la plus près est la Polyvalente Benoît-Vachon à Sainte-Marie.

### Éducation collégiale
L'établissement collégial le plus près est le campus de Sainte-Marie du Cégep Beauce-Appalaches.

### Éducation universitaire
L'établissement universitaire le plus près est l'Université Laval, qui est situé dans la ville de Québec.

## Santé
Située près de Sainte-Marie et de Thetford Mines, la municipalité est desservie par différents services médicaux.

### Services médicaux
Le CLSC le plus proche est situé à Sainte-Marie (CLSC de Sainte-Marie) et le centre hospitalier le plus près est à Thetford Mines (Hôpital de Thetford Mines).

## Médias

### Journal municipal
Le Narcissique est un journal municipal mensuel de Saint-Narcisse-de-Beaurivage.
Le Peuple Lotbinière est un journal hebdomadaire qui couvre les nouvelles des municipalités de la municipalité régionale de comté de Lotbinière, incluant Saint-Narcisse-de-Beaurivage.

## Patrimoine

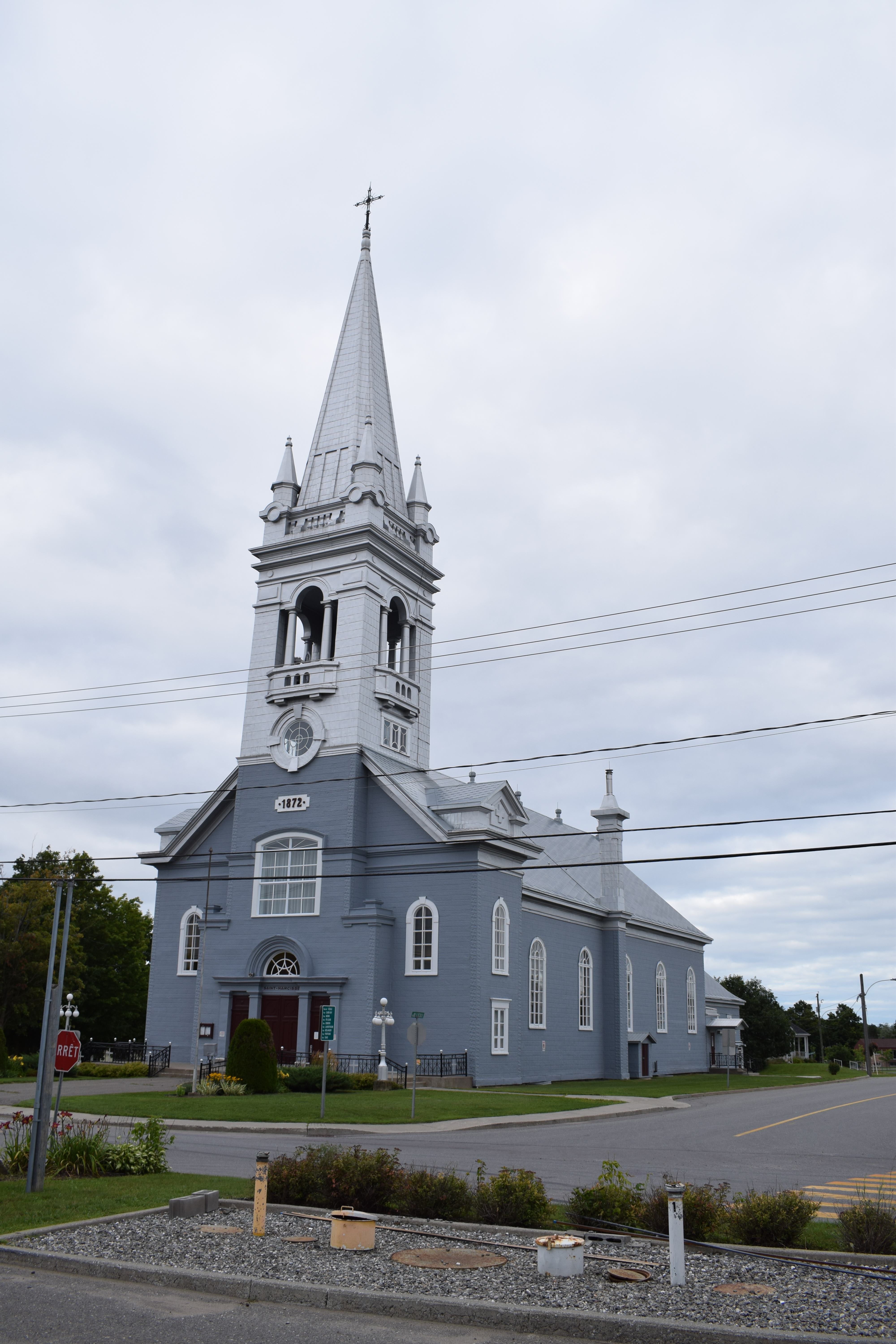
Église de Saint-Narcisse-de-Beaurivage.

L'église de Saint-Narcisse-de-Beaurivage est construite entre 1879 et 1880. Elle est dessinée par l'architecte Siroy Lafleur. En 1890, son décor intérieur est réalisé par le sculpteur François Dion et l'entrepreneur Jacques Fradet.
L'activité artisanale et agricole a laissé des traces patrimoniales dans le paysage. L'atelier du charpentier—menuisier Emmanuel Loignon se trouve à l'arrière d'une maison construite dans les années 1940. Une grange agricole et trois hangars possèdent des caractéristiques distinctives,,,.

## Loisirs et culture
Chaque été se tient dans cette municipalité le très populaire Festival de la Gargouille. Plusieurs activités sont offertes dont une démolition d'autos, des festivités pour souligner la Fête nationale du Québec (Saint-Jean-Baptiste), des tournois sportifs et des spectacles.
La municipalité compte une bibliothèque municipale, un centre communautaire (comprenant, entre autres, les bureaux municipaux, une salle multifonctionnelle et la salle du conseil municipal), un complexe récréatif, une piscine extérieure, une maison des jeunes, un terrain de soccer, un terrain de baseball et plusieurs clubs sportifs.
Le projet de construction d'un complexe récréatif a été terminé en mai 2010 et l'édifice a été inauguré officiellement le 6 novembre 2010. Cette infrastructure a nécessité des investissements de 2,1 millions de dollars. En septembre 2008, les gouvernements provincial et fédéral ont annoncé une aide financière gouvernementale de 277 581 $ chacun dans le cadre du Fonds sur l'infrastructure municipale rurale (FIMR), portant le total de la subvention à 555 162 $. Selon ce montage financier, le Comité sportif Neubois devait fournir 277 582 $ pour compléter l'investissement total prévu de 832 744 $. Moins d'un an plus tard, soit en juillet 2009, l'aide financière annoncé en 2008 a été augmentée de 555 162 $ à 1 255 592 $, ce qui constitue une augmentation de 700 430 $ ou de 126 %. Selon le communiqué de presse, « [l]’augmentation de l’aide financière gouvernementale est rendue nécessaire en raison notamment des modifications apportées aux travaux requis pour l’amélioration des infrastructures collectives de la paroisse. » Le projet, auparavant évalué à environ 830 000 $, était maintenant évalué à plus du double de ce montant, soit 1,9 M$. Le coût final a été d'environ 2,1 M$. La municipalité a injecté 375 000 $. En 2015, grâce à une subvention de 215 000 $ du Programme du mise en valeur intégrée d'Hydro-Québec, un système de refroidissement de la glace a été installé.

## Économie
L'économie de Saint-Narcisse est surtout concentrée dans le domaine agricole et dans le domaine des services.
Bernard Breton inc. et La Coop Seigneurie sont les deux principaux employeurs de la ville.

## Personnalités
- Joël Bêty, chercheur en biologie animale et professeur à l'Université du Québec à Rimouski.
- Dany Dallaire, un joueur professionnel de hockey sur glace.
- Jacques Gourde, député fédéral de Lotbinière—Chutes-de-la-Chaudière sous la bannière du Parti conservateur du Canada.
- Yanni Gourde, un joueur professionnel de hockey sur glace évoluant au sein du Lightning de Tampa Bay.